# Fotografie z výšky

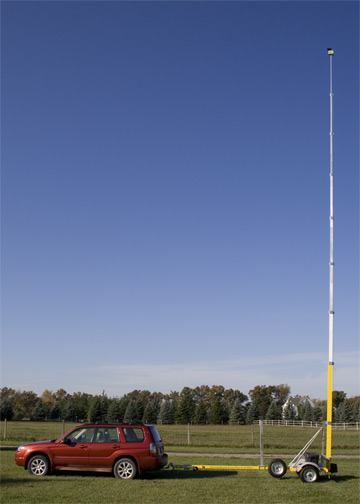
Fotografie ze stožáru: Příklad přívěsného vozíku s fotoaparátem na tyči

S přibývající výškou se mění úhel záběru

Fotografie z výšky, výškové fotografování anebo výšková fotografie (angl. elevated photography, low-level aerial photography) je fotografování uskutečňované z teleskopického stožáru (pole aerial photography), zdvižné plošiny, draka a podobně. Jedná se o fotografování ze vzduchu pomocí zařízení zvedajícího aparát ze země, ale se zemí spojeném.

## Fotografie ze stožáru
Fotografie ze stožáru, fotografie z teleskopické tyče (anglicky Pole Aerial Photography, Mast Photography nebo Telescopic Pole Photography) je speciálním druhem fotografie ze vzduchu, který umožňuje pořizovat snímky z nadhledu. Fotograf obvykle ze země ovládá fotoaparát, který je na teleskopickém stožáru (tyči) dosahující výšky až 20 metrů.

### Historie
V osmdesátých letech 19. století začal pro fotografování z výšky americký fotograf a vynálezce George R. Lawrence nejprve využívat vysoké stativy (až 4,5 metru), žebříky a vysoké věže.

## Letecká fotografie z draků

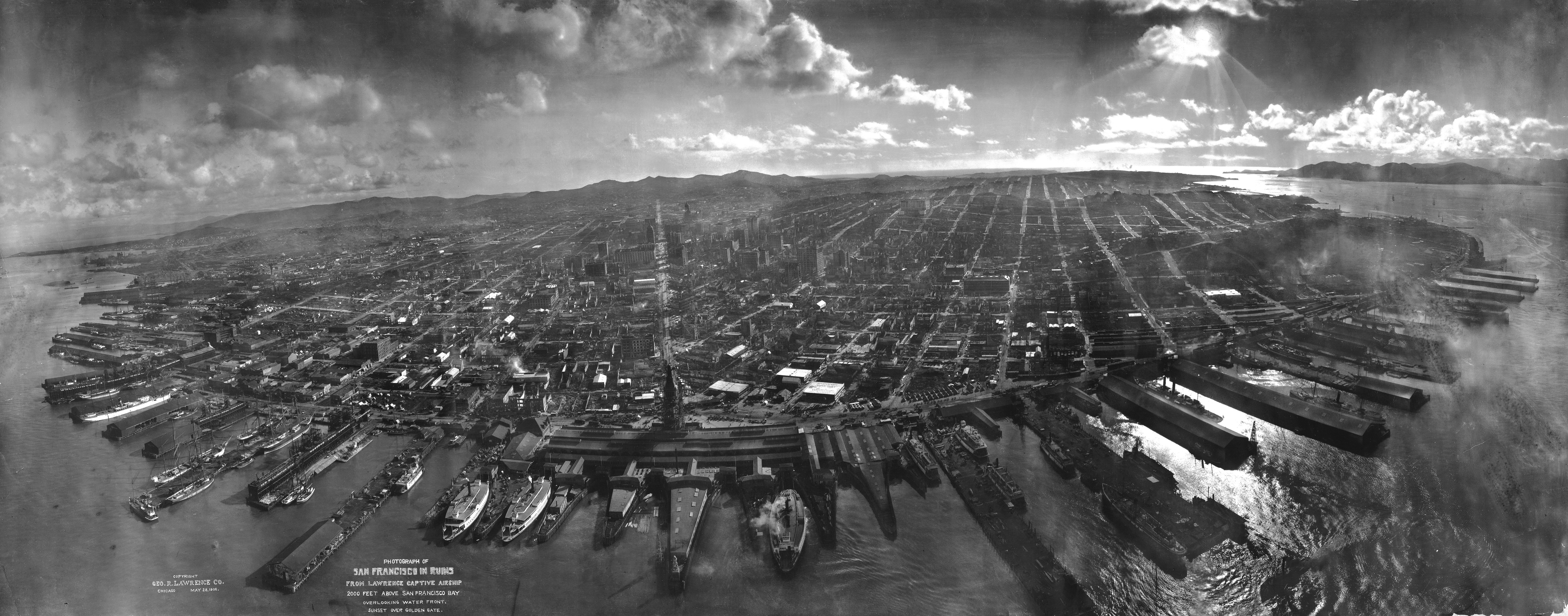
Pohled na San Francisco z draka po zemětřesení v roce 1906

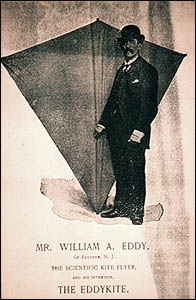
William Abner Eddy se svým čtyřúhelníkovým drakem

Letecká fotografie z draků (anglicky Kite Aerial Photography, zkráceně KAP) je název pro specializovaný žánr z oboru fotografie.
Fotoaparát je vynesen do vzduchu pomocí draka a je ovládán buď dálkově nebo automaticky k tomu, aby exponoval fotografie ze vzduchu. Fotografická soustava se může pohybovat od velmi jednoduché, sestávající ze spouštěcího mechanismu s jednorázovým fotoaparátem, až po velmi složité rádiově ovládané přístroje a digitální fotoaparáty. V některých případech se jedná o alternativu k ostatním formám snímkování ze vzduchu.

### Historie
V roce 1883 Archibald Douglas draky používal pro měření rozdílů rychlosti větru. Alexander McAdie zopakoval pokusy Benjamina Franklina s drakem a elektroměry. V roce 1887 zveřejnil zprávu o řiditelných dracích Woodbridge Davis. První letecké fotografie z draka pořídil Arthur Batut v Labruguière ve Francii v roce 1888.
Po roce 1893 se inspiroval Malajským drakem americký vynálezce William Abner Eddy, který jej dále vylepšil a dnes je známý jako „čtyřúhelníkový drak Eddy“ (anglicky: diamond Eddy kite). Zlepšil také způsob řetězení několika draků. Dříve byl každý drak spojen s předchozím a Eddy místo toho vedl jednotlivé draky z odboček ze společné hlavní linie. Dne 30. května 1895 Eddy pořídil první fotografie ze vzduchu v Americe. Bylo to 37 let po prvních Nadarových snímcích z balónu a 7 let po prvních fotografiích z draků Arthura Batuta. Eddy Batutovu technologii vylepšil a dokonce experimentoval s telefonováním přes draky a „dračími zrcadly“. Eddy měřil teploty vzduchu, pomáhal námořnictvu ve Španělsko-americké válce a s pomocí fotografie pořízených z draka vyřešil krádež zmrzliny ze své pavlače.
Slavné fotografie San Francisca po zemětřesení v roce 1906 (vpravo) pořídil pionýr KAP George R. Lawrence velkoformátovým panoramatickým fotoaparátem a stabilizační plošiny, kterou sám navrhl. Jednalo se o 160stupňovou panoramatickou fotografii pořízenou z výšky 600 metrů, která byla vyvolána kontaktním otiskem z negativu o rozměrech 17 x 48 palců (43 x 122 cm). Každý kus se prodával za 125 USD, Lawrence získal za prodané fotografie 15000 dolarů. Fotoaparát vážil 22 kilogramů a používaly se v něm celuloidové desky.